# (20092) 1994 PL22
(20092) 1994 PL22 est un astéroïde de la ceinture principale d'astéroïdes découvert en 1994.

## Description
(20092) 1994 PL22 a été découvert le 12 août 1994 à l'observatoire de La Silla, au Chili, par Eric Walter Elst.

### Caractéristiques orbitales
L'orbite de cet astéroïde est caractérisée par un demi-grand axe de 2,93 UA, un périhélie de 2,66 UA, une excentricité de 0,09 et une inclinaison de 2,40° par rapport à l'écliptique. Du fait de ces caractéristiques, à savoir un demi-grand axe compris entre 2 et 3,2 UA et un périhélie supérieur à 1,666 UA, il est classé, selon la JPL Small-Body Database, comme objet de la ceinture principale d'astéroïdes.

### Caractéristiques physiques
(20092) 1994 PL22 a une magnitude absolue (H) de 14,0 et un albédo estimé à 0,159.